# Cyclodium akawaiorum
Cyclodium akawaiorum är en träjonväxtart som beskrevs av Alan Reid Smith. Cyclodium akawaiorum ingår i släktet Cyclodium och familjen Dryopteridaceae. Inga underarter finns listade.